# Братешти (Арђеш)
Братешти (рум. Brătești) насеље је у Румунији у округу Арђеш у општини Албештиј де Арђеш. Oпштина се налази на надморској висини од 555 m.

## Становништво
Према подацима из 2002. године у насељу је живело 495 становника, од којих су сви румунске националности.